# Jeroen Willemze
Jeroen Willemze (29 november 1979) is een Nederlandse schaker.
In 2007 nam hij in het Turkse Kemer met de vereniging Utrecht deel aan de European Club Cup.
In 2011 was hij lid van schaakclub Black Sheep in Tilburg.